# Église de la Nativité de la Vierge de Meisenthal
Pour les articles homonymes, voir Église de la Nativité.
L'église de la Nativité de la Vierge se situe dans la commune française de Meisenthal et le département de la Moselle.

## Histoire
Du point de vue spirituel, le village est succursale de Soucht avant d'être érigé en paroisse de l'archiprêtré de Bitche en 1826.

## Édifice
L'église est construite en 1811, date portée par la clef de l'arc triomphal, à la suite de nombreuses requêtes des habitants depuis 1766, au vu de l'accroissement constant de la population lié au développement de la verrerie. L'église est agrandie en 1871 par la construction du transept et l'adjonction de la tour-clocher.
Un calvaire et une croix élevée à proximité, contre la façade occidentale de l'église, dans les premières décennies du XIXe siècle, invitent les chrétiens à une double méditation sur la mort et la résurrection. Ornée d'une plantureuse sainte Marie-Madeleine aux longs cheveux dénoués sur ses épaules, un crâne et un livre posés sur les genoux, la croix de l'église évoque les destinées différentes de l'âme et du corps et l'égalité de tous face à la mort en une longue inscription en allemand. Sur le fût du calvaire, un squelette portant un sablier et une faux rappelle que la mort est intimement liée à la résurrection mais que la destinée de chacun dépend de sa vie sur la terre : Sie werden erwachen und aus ihren Grabern lebendig ervorgehn theils zur ewigen Glücksöligkeit, theils zur Schmach und Schande darin.